# Ak Sunkur II
Aq-Súnqur II fou fill i successor el 1134 de l'atabeg dels Ahmadilis de Maragha Ak Sunkur I. Apareix sota diversos noms: Ak Sunkur (II) o Arslan ben Ak Sunkur.
Apareix esmentat per primer cop el 1135/1136 com un dels caps que va recollir suports junt amb el seljúcida Daud ibn Mahmud a Bagdad en favor del califa al-Rashid. Ak Sunkur II va fer aliança amb la família del sultà Malik Muhammad II ibn Mahmud.
El seu germà Sirgir va dirigir tropes favorables a Masud a les ordres del general (de Masud) a l'Azerbaidjan, Javli o Cavli; estava també entre els que van lluitar al costat d'un general seljúcida de nom Khass Beg Arslan ben Balingari, contra els enemics de Masud i especialment contra Buz Aba, l'amir de Fars i Esfahan (1147/1148); no obstant això, una altra notícia diu que aquest Khass Beg Arslan ben Balingari va assetjar Maragha el 1146/1147 però fou executat pel sultà Muhammad el 1153. Rawandi també indica que el mateix sultà Masud va assetjar Maragha el febrer del 1151 i la va ocupar al cap de dos dies destruint les fortificacions; tanmateix explica que hi havia hostilitat entre Khass Beg i Ak Sunkur II però que finalment es van reconciliar al castell de Ruyindiz que estava probablement a uns 15 km al nord de Maragha a la riba del Sufi Čay, al lloc d'un poblet modern anomenat Yay-Šahar (Poble d'Estiu)
Ildigiz i Ak Sunkur II van protestar per l'execució per orde de Muhammad II ibn Mahmud el 1153. Desconfiats de córrer la mateixa sort, els dos atabegs es van aliar en secret entre ells i amb altres amirs, per posar al tron al seljúcida a Sulayman ibn Muhammad a Hamadan i van agafar posició contra Muhammad. El 1154/1155 van aconseguir expulsar de l'Azerbaidjan al príncep seljúcida Čaghri Beg, i es van repartir la província entre ambdós, excepte Ardabil.
Quan Muhammad va derrotar a Ildegiz a Nakhitxevan (1156/1157) i va recuperar el poder, va nomenar Ak Sunkur II com wali de l'Azerbaidjan, cosa que va molestar a Ildigiz.
A la mort del sultà (1159/1160) va nomenar Ak Sunkur II com atabeg del seu fill Daud II, però Ildegiz va refusar el control del sultà seljúcida per part d'Ak Sunkur proclamant al seu propi sultà, Arslanshah fent inevitables les hostilitats amb l'amir de Maragha. Ildegiz va enviar el seu fill Muhammad Pahlawan contra Ak Sunkur II però aquest amb ajut de forces enviades pel Shah-i Arman d'Akhlat, va derrotar a Pahlawan ibn Ildegiz, que governava Tabriz per compte del seu pare, a la riba del riu Safid Rud (1161), i després no va parar d'oposar-se, per mitjà de Daud II, a Ildegiz aprofitant l'oposició a aquest de l'amir Husam al-Din Inandj de Rayy; aquest es va revoltar el 1161 i Ak Sunkur II li va enviar a cinc mil soldats per ajudar-lo en la seva revolta, però després de la derrota dels aliats, Ak Sunkur va haver de reconèixer l'hegemonia dels ildegúzides i el 1162/1163 va haver d'acompanyar a Ildegiz en la seva campanya de Geòrgia (1162-1163, anys 557 i 558 corresponents a 1161/1162 i 1162/1163) en què va ocupar Aní i va saquejar Dabil (Dvin) i en la qual també van prendre part al costat d'Ildegiz, altres prínceps com el Shah-i Armin d'Akhlat.
Revoltat altre cop Inandj el 1165/1166 en aliança amb suport del xa de Coràsmia Il Arslan, Ak Sunkur II va aprofitar aquesta rebel·lió per renovar l'oposició a Ildegiz i el 1167/1168 Ak Sunkur va demanar al califa de llegir la khutba en nom del sultà que estava amb ell; però la revolta es va acabar el 1168/1169 a causa de l'assassinat del rebel pel seu visir, subornat per Ildegiz, que es va apoderar de Rayy que va passar al seu fill Muhammad Pahlawan que ja havia rebut també Ardabil a la mort del seu amir. El 1168/1169, el desafiament d'Ak Sunkur fou respost per Ildegiz que va enviar el seu fill Muhammad Pahlawan a Maragha. S'esmenta un confós episodi en què un germà d'Ak Sunkur de nom Kutlug, instigat per Inandj de Rayy (+ 1168/1169) s'hauria revoltat, però sembla a causa d'un error d'un copista. Ak Sunkur fou atacat a Maragha per Muhammad Pahlawan i es va haver de tancar a la ciutat; potser va morir a la lluita i llavors el príncep ildegízida va deixar el govern com a vassalls a dos altres germans, Ala al-Din Karba i Rukn al-Din en perjudici de l'hereu designat Falak al-Din, fill d'Ak Sunkur II.